# Césinha
Carlos César dos Santos dit Cesinha est un footballeur brésilien né le 12 mars 1980 à São Paulo.